# Pachycarpus campanulatus
Pachycarpus campanulatus är en oleanderväxtart som först beskrevs av William Henry Harvey, och fick sitt nu gällande namn av Nicholas Edward Brown. Pachycarpus campanulatus ingår i släktet Pachycarpus och familjen oleanderväxter. Utöver nominatformen finns också underarten P. c. sutherlandii.